# Epicerura discocellularis
Epicerura discocellularis är en fjärilsart som beskrevs av Sergius G. Kiriakoff 1965. Epicerura discocellularis ingår i släktet Epicerura och familjen tandspinnare. Inga underarter finns listade i Catalogue of Life.